# Société de Saint Pie V
 (juin 2016).
Si vous disposez d'ouvrages ou d'articles de référence ou si vous connaissez des sites web de qualité traitant du thème abordé ici, merci de compléter l'article en donnant les références utiles à sa vérifiabilité et en les liant à la section « Notes et références ».
La Société de Saint Pie V (abrégée en SSPV), aussi appelée la Fraternité Saint Pie V, est une organisation sédévacantiste qui a été fondée par d’anciens séminaristes et prêtres issus de la Fraternité sacerdotale Saint-Pie-X en 1983.

## Histoire
Le 25 mars 1983, neuf prêtres du district Nord-Est des États-Unis de la FSSPX, incluant le supérieur du district Clarence Kelly (en), le recteur du séminaire américain Saint-Thomas-d’Aquin Donald Sanborn (en), ainsi que Daniel Lytle Dolan, Anthony Cekada, William Jenkins, Joseph Collins, Eugène Berry, Thomas Zapp et Martin Skierka, envoyèrent une lettre à Marcel Lefebvre et à Franz Schmidberger, le supérieur général de la Fraternité, pour dénoncer divers problèmes. D'une part, l'obligation qui leur était faite d'utiliser désormais les livres liturgiques de 1962, donc de la réforme du pape saint Jean XXIII, alors que seuls leur paraissaient valides ceux de 1955 ; d'autre part, la nomination de Richard Williamson comme vice-recteur du séminaire Saint-Thomas-d’Aquin, qui dégradait le climat du séminaire.
Fin avril 1983, Lefebvre se rendit aux États-Unis avec le supérieur général pour régler le problème. Il destitua Daniel Dolan de sa charge de recteur du séminaire et le remplaça par le vice-recteur Richard Williamson. Les neufs prêtres se séparèrent alors de la Fraternité, pour fonder la Société Saint Pie V.
En mai 1984, trois autres prêtres qui venaient juste d’être ordonnés en Amérique par l’archevêque, les abbés Thomas Mroczka, Denis MacMahon et Daniel Ahern, rejoignent également la Société Saint Pie V.
En 1988, seuls trois des neuf prêtres fondateurs sont encore dans la société : les abbés Kelly, Jenkins et Skierka.

## Organisation
La Société de Saint Pie V est composée de trois évêques : Clarence Kelly (en), Joseph Santay et James Carroll (consacré en décembre 2018). Elle comprend plusieurs prêtres et possède un collège. Une congrégation de religieuses comprenant plusieurs dizaines de membres, la congrégation des Filles de Marie Mère de Notre Sauveur, est affiliée à la SSPV.
La SSVP est basée à Oyster Bay Cove dans l'État de New York aux États-Unis. Elle est surtout implantée dans la Frost Belt et sur la côte Est des États-Unis. En tout, elle dessert près d'une trentaine de lieux de culte aux États-Unis.

## Croyances et pratiques religieuses
Selon la Société de Saint Pie V, le Saint-Siège est vacant depuis la mort du pape Pie XII. La liturgie que ses membres célèbrent est celle du Missel romain de 1955, antérieur aux réformes introduites par le pape saint Jean XXIII.

## Ordres épiscopaux
Sur les neuf fondateurs de la Société de Saint-Pie V, on compte trois évêques, Clarence Kelly, Daniel Dolan, et Donald Sanborn, dont seul Clarence Kelly est toujours membre de la société de nos jours.